# Marciana (Italie)
Pour les articles homonymes, voir Marciana.
Marciana est une commune de l'île d'Elbe, dans la province de Livourne et la région Toscane, en Italie.

## Géographie

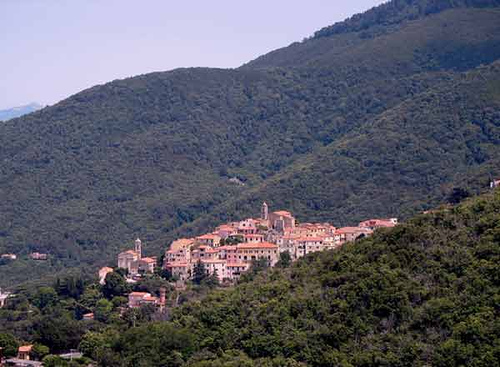
Le hameau de Poggio

La bande côtière qui relève du domaine municipal face à l'ouest et est baigné par le canal de Corse. La ville occupe la zone nord-ouest de l'île.
Le territoire est montagneux ; c'est sur cette commune que s'élève le mont Capanne, point culminant de l'île d'Elbe.

## Histoire
La première documentation de la «Commune Marciane« documentaire revenir au treizième siècle. Dans la même période a été le noyau de la forteresse. Par la suite, Marciana a été choisi comme résidence par saisonnière Principes Appienne, que là, ils font une menthe. Une autre preuve à Marciana appianee Paola Donna sont le port et la chapelle de Sant'Agapito, ainsi nommée en mémoire de Agapito Colonna. Dans la municipalité de Marciana qui s'est passé sur le premier accident d'avion (1960) du Itavia entreprise.

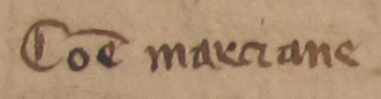
«Co[mmun]e Marciane», 1260.

## Monuments et lieux d'intérêt

### Architecture militaire
- La Forteresse pisane, construite au XIIe siècle pour défendre la ville.
- Le Phare de Punta Polveraia, érigé en 1909 sur l'extrémité ouest de l'île par la Regia Marina.

### Site archéologique
- Zecca di Marciana, sépulture à dromos datant entre le IVe et le Ier siècle av. J.-C.
- Serraventosa, une petite nécropole rupestre datant de l'âge du bronze à l'âge du fer
- Sites protohistoriques du Mont Capanne
- Village étrusque de Monte Castello

### Musée
- Museo archeologico di Marciana (it)
- Musée ethnographique Casalino del Castagno

## Culture
Le nom vient du nom romain Marcius personnelles, mais d'autres circonstances les plus susceptibles de découler des marcidus adjectif, par rapport aux caractéristiques environnementales basées sur l'agriculture ou d'autres noms de lieux similaires dans la région

## Administration
| Période                                  | Période  | Identité   | Étiquette | Qualité |
| ---------------------------------------- | -------- | ---------- | --------- | ------- |
| 14 juin 2004                             | En cours | Luigi Logi |           |         |
| Les données manquantes sont à compléter. |          |            |           |         |

### Hameaux
Chiessi, Colle d'Orano, Patresi, Poggio, Pomonte, Procchio, Zanca-Sant'Andrea

### Communes limitrophes
Campo nell'Elba, Marciana Marina, Portoferraio